# Día del Esperanto

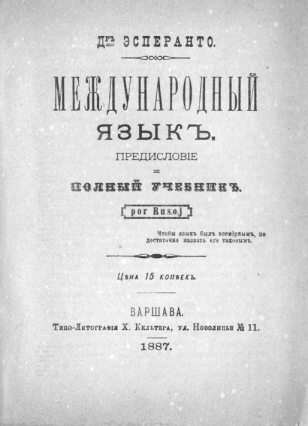
Primera edición de Unua Libro en ruso.

El Día del Esperanto (en esperanto: Esperantotago o naskiĝtago de Esperanto) es una fecha celebrada internacionalmente el 26 de julio, día de la primera publicación del Unua Libro, el primer libro para aprender la gramática del idioma, creado por el Doktoro Esperanto (seudónimo de L. L. Zamenhof). La fecha (26 de julio de 1887 según el calendario gregoriano, 14 de julio de 1887 según el calendario juliano aplicado entonces en Rusia) conmemora la segunda aprobación del libro por parte de la censura rusa, recibiendo el permiso de publicarse.
En algunas ocasiones, el Día de Zamenhof (15 de diciembre), fecha del nacimiento de L. L. Zamenhof y también llamado Día de la Literatura en Esperanto o Día del Libro en Esperanto, es llamado erróneamente Día del Esperanto.